# Покшивянка (Келецький повіт)
Покшивянка (пол. Pokrzywianka) — село в Польщі, у гміні Нова Слупя Келецького повіту Свентокшиського воєводства.
Населення — 307 осіб (2011).
У 1975-1998 роках село належало до Келецького воєводства.

## Демографія
Демографічна структура на день 31 березня 2011 року:
|          | Загалом | Допрацездатний вік | Працездатний вік | Постпрацездатний вік |
| -------- | ------- | ------------------ | ---------------- | -------------------- |
| Чоловіки | 149     | 27                 | 102              | 20                   |
| Жінки    | 158     | 30                 | 85               | 43                   |
| Разом    | 307     | 57                 | 187              | 63                   |